# Nameštanje cena
Nameštanje cena predstavlja dogovor između učesnika koji se nalaze na istoj strani tržišta o kupovini ili prodaji proizvoda, usluga ili pogodnosti pri fiksnoj ceni ili o održavanju uslova na tržištu pri kojima se cena održava na određenom nivou kontrolisanjem ponude i tražnje.
Cilj nameštanja cena može biti maksimalno povećanje cene proizvoda što će generalno voditi do profita za sve prodavce, ali može imati za cilj i da poveća, snizi ili stabilizuje cene. Glavna karakteristika nameštanja cena jeste svaki dogovor u vezi cene, direktno ili posredno.
Nameštanje cena zahteva određeni stepen mahinacije između prodavaca ili kupaca. Cilj je da se koordinira visina cena zarad obostrane koristi. Na primer, proizvođači i prodavci se mogu dogovoriti da prodaju proizvode, usluge, ili pogodnosti pri uobičajenoj „maloprodajnoj“ ceni; da postave zajednički minimum cene; kupe proizvod od snabdevača pri određenoj maksimalnoj ceni; da se upuste u zajedničko oglašavanje cena; da standardizuju uslove finansijskog kredita koji nude kupcima; da koriste identično trgovanje zajmovima; ograničavaju popuste; prestanu sa besplatnom uslugom ili fiksiraju cenu jedne komponente ukupnog servisa; da se čvrsto drže prethodno najavljenih cena i uslova prodaje; da ustanove jedinstvene troškove; da nametnu neizbežna preopterećenja; da namerno smanje obim prodaje kako bi povećali cene ili namerno podele tržišta, teritorije ili korisnike.
Nameštanje cena je dozvoljeno na nekim tržištima, dok je na drugima zabranjeno. Tamo gde je dozvoljeno, nameštanje cena se obično naziva „održavanjem prodajnih cena“.
U neoklasičnoj ekonomiji, nameštanje cena nije efikasno. Dogovor o nekonkurentnosti od strane proizvođača kako bi namestili cene iznad tržišnih prenosi deo potrošačkog viška na proizvođače i u isto vreme rezultira čistim gubitkom.
Međunarodno određivanje cena u privatnoj sferi poslovanja može biti procesuirano kroz Zakon o konkurenciji u mnogim državama. Primeri procesuiranja međunarodnih kartela su oni koji su kontrolisali cene i autpute lizina, citrične kiseline, grafitnih elektroda i različitih vitamina.

## Pravni status

### Sjedinjene Američke Države
U Sjedinjenim Američkim Državama, nameštanje cena može biti procesuirano kao kriminalni federalni prekršaj pod prvim odeljkom Šermanovog Zakona o konkurenciji.
Kriminalno procesuiranje može sprovoditi samo američko Ministarstvo pravde, dok Federalna trgovinska komisija takođe ima određene nadležnosti za povrede Zakona o konkurenciji. Fizička i pravna lica mogu podneti tužbe za nanetu štetu zbog kršenja Zakona o konkurenciji i, u zavisnosti od zakona, dobiti povraćaj advokatskih nadoknada i troškova suđenja. U američkom zakonu, razmenjivanje cena među konkurentima može narušiti Zakon o konkurenciji. Ovo uključuje razmenjivanje cena sa namerom da se iste fiksiraju ili ukoliko razmena utiče na cene koje pojedinačni konkurenti postave. Dokaz da su konkurenti dogovarali cene može biti korišćen kao deo dokaza za procesuiranje učesnika u ilegalnom dogovaranju cena. Stručnjaci generalno savetuju da konkurenti izbegavaju čak i stvaranje utiska o dogovaranju cena.
Od 1997. godine, američki sudovi su podelili nameštanje cena u dve kategorije: vertikalne i horizontalne. Vertikalno nameštanje cena podrazumeva pokušaj proizvođača da kontroliše cenu svog proizvoda u maloprodaji. Horizontalno nameštanje cena podrazumeva ostvarivanje dogovora o visini cena između samih proizvođača.

### Evropska unija
Po Zakonu Evropske unije, firmama uzbunjivača, koje sarađuju sa vlašću radi primene Zakona o konkurenciji, se umanjuju ili brišu kazne koje su dobile kršenjem ovog zakona.

## Izuzeci
Kada se dogovor o kontroli cena sankcioniše multilateralnim sporazumom ili kada ga prave suverene nacije nasuprot individualnih firmi, karteli mogu biti zaštićeni od tužbi i kriminalnog gonjenja. Ovo objašnjava, na primer, zašto Organizacija zemalja izvoznika nafte nije bila procesuirana prilikom povrede američkog Zakona o konkurenciji.
Cene međunarodnih avionskih karata su unapred određene sporazumom sa Međunarodnom asocijacijom za vazdušni prevoz (IATA), što predstavlja slučaj za koji postoji specifičan izuzetak u Zakonu o konkurenciji.

## Kritika zakonodavstva
Ekonomski liberali tvrde da je nameštanje cena nestabilno i da regulacija čini više štete nego koristi. Kompanija ponekad može prevariti kartel tajno snižavajući svoje cene i šireći se na tržištu. Ako su ulazne prepreke „niske“, nove firme se mogu pojaviti na tržištu. Takođe, ekonomski liberali kažu da Zakon o konkurenciji ograničava inovacije zato što obeshrabruje stvaranje konkurentnih kompanija.

## Spoljašnje veze
- Sticker Shock, Guilty Pleas Show High Cost of Price-Fixing in Auto Industry
- UK Business Link - Price fixing, cartels and monopolies
- US Department of Justice Antitrust Resource Manual
- Identifying Horizontal Price Fixing in the Electronic Marketplace
- US Department of Justice Website, Samsung Pleads Guilty to Price Fixing - October 5, 2005